# Trung tâm Truyền thông Giáo dục sức khỏe Trung ương
Trung tâm Truyền thông - Giáo dục sức khỏe Trung ương (T5G) là một cơ quan trực thuộc Bộ Y tế, chịu trách nhiệm trước Bộ Y tế về chuyên môn, nghiệp vụ truyền thông giáo dục sức khỏe quốc gia.

## Lịch sử hình thành
- Ngày 12/9/1980, Bộ Y tế ban hành Quyết định số 817/QĐ-BYT về việc thành lập Nhà Tuyên truyền Bảo vệ sức khoẻ trực thuộc Bộ Y tế.
- Ngày 16/5/1985, Bộ Y tế ban hành Quyết định số 423/QĐ-BYT về việc đổi tên Nhà Tuyên truyền Bảo vệ sức khoẻ thành Trung tâm Tuyên truyền bảo vệ sức khoẻ.
- Ngày 28/6/1999, Bộ Y tế ban hành Quyết định số 1914/1999/QĐ-BYT về việc đổi tên Trung tâm Tuyên truyền bảo vệ sức khoẻ thành Trung tâm Truyền thông Giáo dục sức khoẻ trực thuộc Bộ Y tế.
- Ngày 18/4/2006, Thủ tướng Chính phủ ban hành Quyết định số 621/QĐ-TTg về việc đổi tên Trung tâm Truyền thông Giáo dục sức khoẻ trực thuộc Bộ Y tế thành Trung tâm Truyền thông Giáo dục sức khoẻ Trung ương trực thuộc Bộ Y tế  với chức năng: Truyền thông - Giáo dục sức khoẻ, nghiên cứu khoa học, chỉ đạo tuyến, đào tạo, triển khai các dịch vụ khoa học kỹ thuật chuyên ngành truyền thông GDSK.
- Ngày 12/02/2014 Thủ tướng Chính phủ ban hành Quyết định số 246/QĐ-TTg về việc ban hành danh sách các đơn vị sự nghiệp công lập trực thuộc Bộ Y tế trong đó có Trung tâm Truyền thông - Giáo dục sức khỏe Trung ương.

## Chức năng, nhiệm vụ
Theo Quyết định số 1242/QĐ-BYT ngày 13/5/2024 của Bộ trưởng Bộ Y tế về việc ban hành Quy chế tổ chức và hoạt động của Trung tâm Truyền thông - Giáo dục sức khỏe Trung ương, Bộ Y tế có những chức năng và nhiệm vụ chính sau:
Chức năng:
Trung tâm là đơn vị sự nghiệp công lập trực thuộc Bộ Y tế, có chức năng: Truyền thông - Giáo dục sức khoẻ; Đào tạo về truyền thông - Giáo dục sức khoẻ; Nghiên cứu khoa học; Chỉ đạo tuyến; Hợp tác quốc tế và cung cấp dịch vụ truyền thông - giáo dục sức khoẻ.
Nhiệm vụ:
1. Xây dựng, trình cấp có thẩm quyền phê duyệt kế hoạch tổng thể phát triển của Trung tâm theo quy định và kế hoạch hoạt động hằng năm.
2. Tổ chức thực hiện các hoạt động truyền thông - giáo dục sức khoẻ theo nhiệm vụ, chức năng và đúng quy định của Bộ Y tế và của pháp luật.
3. Đào tạo về truyền thông - giáo dục sức khoẻ: Xây dựng giáo trình, đào tạo liên tục, đào tạo bồi dưỡng về nghiệp vụ truyền thông giáo dục sức khỏe cho cán bộ y tế các cấp.
4. Nghiên cứu khoa học.
5. Chỉ đạo tuyến: Hướng dẫn, tư vấn, triển khai, giám sát, tổng hợp, thống kê, báo cáo về hoạt động chuyên môn, nghiệp vụ truyền thông - giáo dục sức khoẻ theo nhiệm vụ được các cơ quan quản lý thuộc Bộ Y tế giao.
6. Hợp tác quốc tế.
7. Cung cấp dịch vụ và tổ chức các sự kiện truyền thông - giáo dục sức khoẻ.

## Lãnh đạo qua các thời kỳ
1.BS. Lê Văn Luyện - Giám đốc (1980-1990)
2.BSCKII. Phạm Sỹ Nghiên - Giám đốc (1990-1998)
3.BS. Nguyễn Quang Thuận - Giám đốc (1998-2008)
4.BSCKII. Đặng Quốc Việt - Giám đốc (2008-2014)
5.ThS.BS. Trần Quang Mai - Phó giám đốc Phụ trách, quản lý điều hành (2014-2017)
6.ThS. Đỗ Võ Tuấn Dũng - Quyền giám đốc (2017-2022)

## Lãnh đạo đương nhiệm
- ThS. Vũ Mạnh Cường - Giám đốc
- ThS.BS. Trịnh Ngọc Quang - Phó giám đốc
- ThS. Đỗ Võ Tuấn Dũng - Phó giám đốc
- ThS. Hoàng Thị Khánh Phương - Phó giám đốc

## Cơ cấu tổ chức
1. Phòng Tổ chức - Hành chính;
2. Phòng Kế hoạch - Tài chính;
3. Phòng Thông tin - Báo chí;
4. Phòng Truyền thông số;
5. Phòng Giáo dục sức khỏe;
6. Phòng Chỉ đạo tuyến - Hợp tác quốc tế
7. Phòng Dịch vụ -Tổ chức sự kiện

## Các hoạt động tiêu biểu
- Tổ chức sản xuất các ấn phẩm in như tạp chí (Tạp chí Nâng cao sức khoẻ), bản tin (Đề án Bệnh viện vệ tinh và 1816; Nâng cao sức khoẻ, Bảo vệ sức khoẻ cán bộ);
- Xây dựng các phóng sự, phim tài liệu về hoạt động và thành tựu của ngành y tế; tọa đàm truyền hình “Câu chuyện sức khỏe”.
- Xây dựng các tài liệu truyền thông như áp phích, tranh gấp/tờ rơi, inforgraphic, tranh lật, sổ tay… về các chủ đề như tiêm chủng mở rộng, vệ sinh cá nhân, vệ sinh môi trường, phòng chống bệnh truyền nhiễm, phòng chống các bệnh không lây nhiễm, chăm sóc sức khoẻ bà mẹ trẻ em, người cao tuổi…
- Xây dựng chương trình và tài liệu đào tạo, tổ chức tập huấn cho cán bộ truyền thông các tuyến của ngành y tế về kỹ năng truyền thông giáo dục sức khoẻ, tư vấn giáo dục sức khoẻ, phát triển tài liệu truyền thông giáo dục sức khoẻ, lập kế hoạch truyền thông… Xây dựng, triển khai và nhân rộng các mô hình truyền thông can thiệp tại cộng đồng.
- Triển khai thực hiện các triển lãm quy mô lớn, vừa và nhỏ.
- Tổ chức chuỗi hội thảo nâng cao kiến thức về truyền thông – giáo dục sức khỏe cho cán bộ y tế các cấp, hội thảo cung cấp kiến thức về chăm sóc sức khỏe chủ động cho các đối tượng như người cao tuổi, phụ nữ, sinh viên, công nhân tại các khu công nghiệp…
- Tổ chức các sự kiện của ngành y tế như Cuộc thi “Y tế cơ sở giỏi năm 2024”, giải Báo chí toàn quốc “Vì sức khoẻ nhân dân” năm 2024; Cuộc thi trực tuyến tìm hiểu lịch sử 70 năm ngành Y tế Việt Nam năm 2025, các chiến dịch truyền thông nâng trên quy mô toàn quốc như “Mắt khoẻ ngời sáng tương lai” tháng 10/2024; “Vì một Việt Nam không gánh nặng bởi HPV” năm 2025.

## Các thành tích đã đạt được
+ Huân chương Lao động Hạng Ba (2005); Huân chương Lao động Hạng Nhì (2010); Huân chương Lao động Hạng Nhất (2015);
+ Nhiều Cờ Thi đua xuất sắc của Chính phủ;
+ Nhiều Bằng khen của Thủ tướng Chính phủ;
+ Nhiều Cờ Thi đua của Bộ Y tế và nhiều Bằng khen của Bộ Y tế.